# مديرية أسلم

تعديل مصدري - تعديل

مديرية أسلم إحدى مديريات محافظة حجة في اليمن. بلغ عدد سكانها 49227 نسمة عام 2004. تقع المديرية في وسط محافظة حجة وتضم ثلاث عزل.

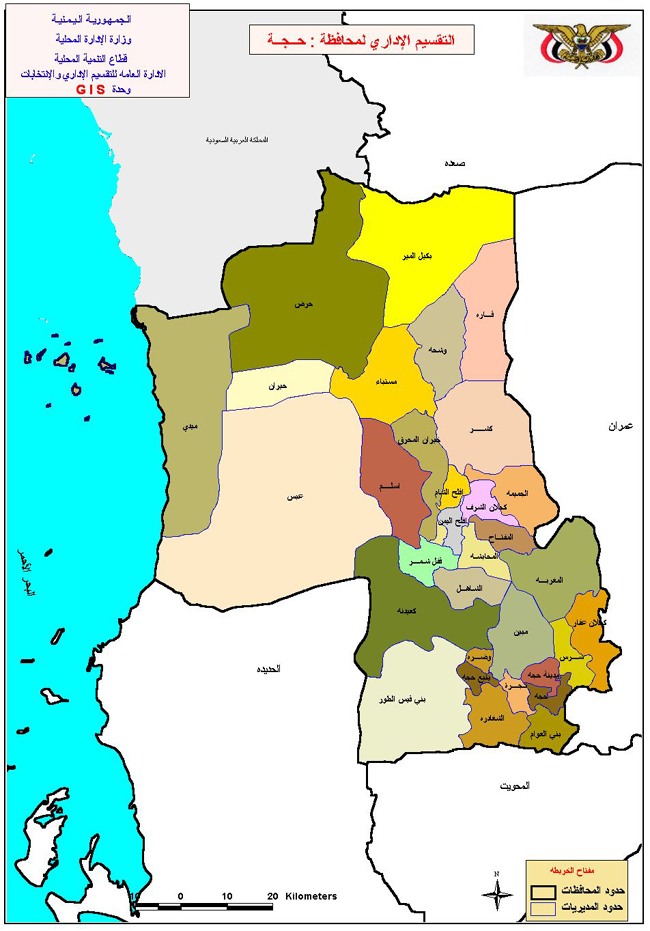
موقع مديرية أسلم في محافظة حجة

اسلم هي بطن من حجور ينسب إلى :أسلم الأصغر بن عامر بن مولة بن حجور